# Rhyacophila sierra
Rhyacophila sierra là một loài Trichoptera trong họ Rhyacophilidae. Chúng phân bố ở miền Tân bắc.